# Джеральд Поттертон
Джеральд Поттертон (англ. Gerald Potterton, нар. 8 березня 1931 — пом. 23 серпня 2022) — британсько-канадський режисер, сценарист, продюсер і аніматор. Він найвідоміший за режисуру культового класичного мультфільму «Важкий метал» й анімаційною роботою над «Жовтим підводним човном».
Поттертона тричі номінували на премію «Оскар» за найкращий анімаційний короткометражний фільм: як режисера короткометражних анімаційних фільмів, створених на замовлення Національного кінематографічного управління Канади, «Моя фінансова кар'єра» та «Різдвяний крекер», а також як продюсера «Егоїстичного велетня».

## Особисте життя
Поттертон народився в Лондоні, навчався в школі мистецтв Гаммерсміт. У 1954 році він емігрував з Англії до Канади.
Поттертон жив у Ковенсвіллі, Квебек, Канада, де брав участь у створенні ігрових й анімаційних фільмів. Натхненний пасторальними східними кантонами Квебеку, він малював пейзажі та авіаційні сюжети. Він помер 23 серпня 2022 року у віці 91 року.

## Професійна кар'єра
Після роботи асистентом аніматора в Лондоні Поттертон приєднався до NFB у 1954 році, де знімав як анімаційні, так й ігрові фільми. У 1965 році він співпрацював з Бастером Кітоном над «Залізничником», а у 1969 році з Гарольдом Пінтером над «Людьми Пінтера».
Після участі в мультфільмі Джорджа Даннінга «Жовтий підводний човен» у 1968 році він повернувся до позаштатної роботи у Великій Британії, США та Канаді.
На початку 1970-х, серед інших проєктів, він став режисером живих й анімаційних сцен для «Вулиці Сезам», «Електричної компанії».
У 1981 році його найняв продюсер Айван Райтман для знімання анімаційного фільму «Важкий метал». Поттертон координував роботу понад тисячі художників, аніматорів і техніків із сімнадцяти країн, які працювали в Лос-Анджелесі, Нью-Йорку, Лондоні, Монреалі та Оттаві.
Протягом 1980-х і 1990-х років він продовжував знімати анімаційні та ігрові фільми для телебачення та прокату.

## Potterton Productions
У 1968 році він заснував виробничу компанію Potterton Productions, яка спеціалізувалася як на ігрових, так й анімаційних фільмах. Окрім власних проєктів Поттертона, ця компанія випустила «Егоїстичного гіганта» Пітера Сандера та «Блакитну квітку» (1971) Ларрі Кента, «Щасливого принца» (1974) Майка Міллза, «Русалоньку» (1975) та «Різдвяного посланця» (1975). Компанію закрили у 1974 році.

## Пізніші роботи
Поттертон був режисером мюзиклу Сенді Вілсона «Приятель» в театрі Лак Бром, а також створив і поставив «Пітера Пайпера» та «Люди-літаки». Крім того, через Potterton Studios він написав «Сцена так далеко».

## Фільмографія
| Фільм                                          | Рік  | Деталі                                                              |
| ---------------------------------------------- | ---- | ------------------------------------------------------------------- |
| Гафф і Пафф                                    | 1955 | співсценарист, співаніматор                                         |
| Fish Spoilage Control                          | 1956 | аніматор                                                            |
| Це злочин                                      | 1957 | аніматор                                                            |
| Закуска                                        | 1960 | співрежисер, співаніматор                                           |
| Життя та радіація                              | 1960 | співаніматор                                                        |
| Моя фінансова Кар'єра                          | 1962 | режисер, співаніматор                                               |
| Різдвяний крекер                               | 1963 | співрежисер                                                         |
| Поїздка                                        | 1963 | режисер; актор                                                      |
| Бастер Кітон знову на коні                     | 1965 | у ролі себе                                                         |
| Залізничник                                    | 1965 | режисер; сценарист                                                  |
| Кльовий Мак-Кул                                | 1966 | режисер                                                             |
| Тихий рекет                                    | 1966 | режисер                                                             |
| Жовтий підводний човен                         | 1968 | аніматор                                                            |
| Люди Пінтера                                   | 1969 | режисер                                                             |
| Тікі Тікі                                      | 1971 | співрежисер з Роланом Биковим, Джейком Стоксом; сценарист; продюсер |
| Егоїстичний гігант                             | 1971 | продюсер                                                            |
| Веселкові хлопці                               | 1973 | режисер; сценарист                                                  |
| Щасливий принц                                 | 1974 | продюсер                                                            |
| Русалонька                                     | 1974 | виконавчий продюсер                                                 |
| Чудова ракета                                  | 1975 | продюсер; режисер; сценарист                                        |
| Різдвяне повідомлення                          | 1975 | продюсер                                                            |
| Реггі Енн й Енді: Музичні пригоди              | 1977 | аніматор; режисер                                                   |
| Канадські оповідання: Зимові переодягання      | 1979 | режисер; сценарист                                                  |
| Канадські оповідання: Запуск автомобіля взимку | 1979 | режисер; сценарист                                                  |
| Важкий метал                                   | 1981 | режисер                                                             |
| Жахлива доля Мельпомени Джонс                  | 1983 | режисер; аніматор                                                   |
| Рубік — дивовижний кубик                       | 1983 | режисер історії                                                     |
| Джордж і різдвяна зірка                        | 1985 | режисер; сценарист; продюсер                                        |
| Бастер Кітон: Складний вчинок для наслідування | 1987 | у ролі себе                                                         |
| Дивовижний чарівник країни Оз                  | 1987 | режисер анімації; дизайнер назви                                    |
| Дивовижна країна Оз                            | 1987 | режисер анімації; дизайнер назви                                    |
| Озма з країни Оз                               | 1987 | режисер анімації; дизайнер назви                                    |
| Смарагдове місто країни Оз                     | 1987 | режисер анімації; дизайнер назви                                    |
| Смоггі                                         | 1988 | режисер; сценарист; творець                                         |
| Реальна історія Маленького чайника             | 1990 | режисер                                                             |
| Реальна історія чорної вівці Бе-Бе             | 1991 | режисер; артдиректор                                                |
| Юний Робін Гуд                                 | 1991 | режисер; сценарист                                                  |
| Щаслива історія дня народження                 | 1992 | режисер; сценарист; автор пісень                                    |

## Інші роботи
У 1968 році у видавництві Harper & Row вийшла друком книжка для дітей його авторства «Зірка (та Джордж)». Поттертон проілюстрував дитячу книжку Дональда Плезенса «Мишка Скаус» 1977 року.

## Нагороди та відзнаки
З 1970 по 1971 рік Поттертон був віцепрезидентом Міжнародної асоціації анімаційних фільмів. Він був почесним членом Канадської королівської академії мистецтв.
У квітні 2008 року на 12-му щорічному міжнародному фестивалі телевізійної анімації «Мультфільми в бухті» у Салерно, Італія, Поттертон отримав нагороду Пульчінелли за життєві досягнення.
У вересні 2002 року він отримав нагороду на Святкуванні Бастера Кітона.
Серед інших нагород:
| Рік  | Нагорода                              | Категорія                        | Фільм                   | Результат |
| ---- | ------------------------------------- | -------------------------------- | ----------------------- | --------- |
| 1962 | «Оскар»                               | Найкращий британський дебютант   | «Моя фінансова кар'єра» | Номінація |
| 1962 | «Оскар»                               | Найкращий британський дебютант   | «Різдвяний крекер»      | Номінація |
| 1964 | Берлінський міжнародний кінофестиваль | Почесна згадка                   | «Залізничник»           | Перемога  |
| 1965 | «Золоті ворота»                       | Найкращий короткометражний фільм | «Різдвяний крекер»      | Перемога  |